# Picturegoer
Picturegoer – brytyjski zin, poświęcony tematyce filmowej, wydawany w latach 1911–1960. Był pierwszym tego typu czasopismem publikowanym na Wyspach Brytyjskich. Zapoczątkował on historię wydawania magazynów filmowych, a fanziny stały się dzięki temu istotną częścią kultury filmowej.

## Historia
Pierwszy numer fanzinu ukazał się 21 października 1911 pod nazwą „The Pictures”. Został wydany przez The British Picture Publishing Company i był małym, 16-stronnicowym artykułem ilustrowanym. Tematyka obejmowała przemysł kinematograficzny, a magazyn zawierał m.in. historie oraz wiadomości na temat nowości filmowych, bogato ilustrowane zdjęciami z produkcji. W swym pierwszym artykule autorzy twierdzili, że „nasze historie uczynią aktorów filmowych prawdziwymi i żywymi postaciami”. Fanzin obiecywał być „pełen zainteresowania, ekscytujący” i „kwintesencją sensacji”.
W 1913 Julius Elias, wicehrabia Southwood oraz szef wydawnictwa Odhams Press, zakupił „The Pictures” i przejął „Picturegoer”. Od 11 października 1913 do 14 lutego 1914 fanzin ukazywał się jako „Picturegoer: The Picture Theatre Magazine”. W lutym 1914, po połączeniu obydwu magazynów, Odhams Press zaczęło publikować je jako „Pictures and The Picturegoer: the Picture Theater Weekly Magazine” w cenie jednego pensa za numer.
W tym samym roku przyjął on nazwę „Picturegoer” i zaczął pod nią publikować od stycznia 1921. Fanzin przeszedł kilka istotnych zmian zarówno pod względem formy, jak i treści. Do maja 1931 ukazywał się jako miesięcznik (dwukrotnie zmieniając nazwę: od sierpnia 1922 do września 1925 ukazywał się jako „Pictures and the Picturegoer”, a w październiku 1925 jako „Picturegoer and Theatre Monthly”). Od 30 maja 1931 był wydawany co tydzień jako „Picturegoer Weekly” (pod tą nazwą ukazywał się do 16 września 1939) w cenie 2 pensów. Następnie do 23 sierpnia 1941 czasopismo było publikowane pod nazwą „Picturegoer and Film Weekly” – od września tego samego roku ukazywało się co dwa tygodnie. 6 września magazyn przyjął ostateczną nazwę „Picturegoer”, pod którą publikował do momentu wydania ostatniego numeru 23 kwietnia 1960. Od lipca 1949 do kwietnia 1960 był ponownie tygodnikiem.
W połowie lat 40. XX wieku „Picturegoer”, w swoim szczytowym okresie zainteresowania, osiągał nakład sprzedaży na poziomie 325 tys. egzemplarzy.